# Тяэглова
Тя́эглова (эст. Tääglova) — деревня в волости Сетомаа уезда Вырумаа, Эстония. Исторически относится к нулку Мокорнулк.
До административной реформы местных самоуправлений Эстонии 2017 года входила в состав волости Меремяэ (упразднена).

## География и описание
Расположена в 23 километрах к востоку от уездного центра — города Выру и в четырёх с половиной километрах от российско-эстонской границы. Расстояние до волостного центра — посёлка Вярска — 21 километр. Высота над уровнем моря — 99 метров.
Климат  = переходный от морского к континентальному. Официальный язык — эстонский. Почтовый индекс — 65388.

## Население
По данным переписи населения 2011 года, в Тяэглова проживали 10 человек, все — эстонцы (сету в перечне национальностей выделены не были).
По данным переписи населения 2021 года, в деревне насчитывалось 12 жителей, все — эстонцы.
Численность населения деревни Тяэглова по данным переписей населения:
| Год  | 1959 | 1970 | 1979 | 1989 | 2000 | 2011 | 2021 |
| ---- | ---- | ---- | ---- | ---- | ---- | ---- | ---- |
| Чел. | 90   | ↘ 46 | ↘ 38 | ↘ 27 | ↘ 25 | ↘ 10 | ↗ 12 |

## История
В письменных источниках 1652 года упоминается Дяглево, примерно 1790 года — Деглова, примерно 1900 года — Дяглова, 1904 года — Tääglova, Дягло́во, примерно 1920 года — Täglova, 1922 года — Tjaglova, 1937 года — Tääglüvä. 
На военно-топографических картах Российской империи (1866–1867 годы), в состав которой входила Лифляндская губерния, деревня обозначена как Тяглова.
В XVIII веке была государственной деревней и относилась к Тайловскому приходу (эст. Taeluva kogudus), в XIX веке входила в общину Овинчище (эст. Obinitsa kogukond). На юго-западе деревни находится место под названием Мариника (эст. Marinika).

## Происхождение топонима
Эстонский этнограф и языковед Юри Труусманн для объяснения происхождения эстонского топонима предложил латышское слово ′deglis′ («трут», «кресало»).
В случае русского происхождения топонима можно привести для сравнения слова «дьяк», «дьякон», «тякать» (чествовать, потчевать),  но особенно  — слово «тягло» (тягловые животные; натуральные повинности, денежные платежи; облагаемая налогом земля). Последнее является довольно правдоподобным объяснением названия места. В России есть деревни Дяглево и Дягельцево.

## Комментарии
1. ↑  Эстонские топонимы, оканчивающиеся на -а, не склоняются и не имеют женского рода (исключение — Нарва)[8].